# 펜실베이니아주의 통계 지구

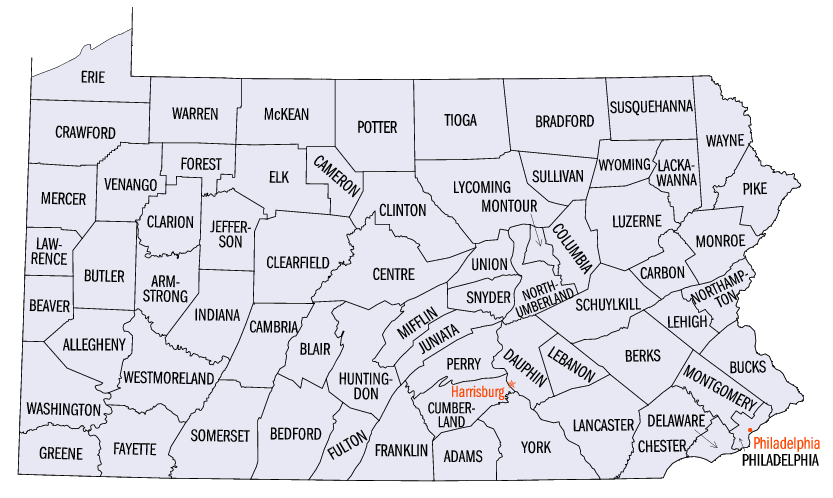
펜실베이니아 주의 군들

펜실베이니아의 주기

펜실베이니아의 통계 지구(Pennsylvania Statistical Area)는 펜실베이니아 주에 있는 통계 지구이다.

## 범례
| 범례      | 의미                                         |
| --------- | -------------------------------------------- |
|           | 워싱턴 DC                                    |
|           | 코네티컷에 속하는 지역                       |
|           | 뉴욕에 속하는 지역                           |
|           | 뉴저지에 속하는 지역                         |
|           | 델라웨어에 속하는 지역                       |
|           | 메릴랜드에 속하는 지역                       |
|           | 버지니아에 속하는 지역                       |
|           | 웨스트버지니아에 속하는 지역                 |
|           | 오하이오에 속하는 지역                       |
|           | 2개의 주 이상에 걸친 지역(펜실베이니아 해당) |
| 초록 글씨 | 다른 주에 속하는 지역의 인구 수              |
| 파란 글씨 | 펜실베이니아와 다른 주에 걸친 지역의 인구 수 |

## 배치도
| 복합 통계 지구              | 인구                | 핵심 기반 통계 지구             | 인구                | 군             | 인구       |
| --------------------------- | ------------------- | ------------------------------- | ------------------- | -------------- | ---------- |
| 필라델피아-레딩-캠던 지구   | 7,209,620 4,556,149 | 필라델피아-캠던-윌밍턴 지구     | 6,102,434 4,134,985 | 필라델피아     | 1,584,064  |
| 필라델피아-레딩-캠던 지구   | 7,209,620 4,556,149 | 필라델피아-캠던-윌밍턴 지구     | 6,102,434 4,134,985 | 몽고메리       | 830,915    |
| 필라델피아-레딩-캠던 지구   | 7,209,620 4,556,149 | 필라델피아-캠던-윌밍턴 지구     | 6,102,434 4,134,985 | 벅스           | 628,270    |
| 필라델피아-레딩-캠던 지구   | 7,209,620 4,556,149 | 필라델피아-캠던-윌밍턴 지구     | 6,102,434 4,134,985 | 델라웨어       | 566,747    |
| 필라델피아-레딩-캠던 지구   | 7,209,620 4,556,149 | 필라델피아-캠던-윌밍턴 지구     | 6,102,434 4,134,985 | 뉴캐슬         | 558,753    |
| 필라델피아-레딩-캠던 지구   | 7,209,620 4,556,149 | 필라델피아-캠던-윌밍턴 지구     | 6,102,434 4,134,985 | 체스터         | 524,989    |
| 필라델피아-레딩-캠던 지구   | 7,209,620 4,556,149 | 필라델피아-캠던-윌밍턴 지구     | 6,102,434 4,134,985 | 캠던           | 506,471    |
| 필라델피아-레딩-캠던 지구   | 7,209,620 4,556,149 | 필라델피아-캠던-윌밍턴 지구     | 6,102,434 4,134,985 | 벌링턴         | 445,349    |
| 필라델피아-레딩-캠던 지구   | 7,209,620 4,556,149 | 필라델피아-캠던-윌밍턴 지구     | 6,102,434 4,134,985 | 글로스터       | 291,636    |
| 필라델피아-레딩-캠던 지구   | 7,209,620 4,556,149 | 필라델피아-캠던-윌밍턴 지구     | 6,102,434 4,134,985 | 세실           | 102,855    |
| 필라델피아-레딩-캠던 지구   | 7,209,620 4,556,149 | 필라델피아-캠던-윌밍턴 지구     | 6,102,434 4,134,985 | 살렘           | 62,385     |
| 필라델피아-레딩-캠던 지구   | 7,209,620 4,556,149 | 레딩 지구                       | 421,164             | 버크스         | 421,164    |
| 필라델피아-레딩-캠던 지구   | 7,209,620 4,556,149 | 애틀랜틱시티-해먼턴 지구        | 263,670             | 애틀랜틱       | 263,670    |
| 필라델피아-레딩-캠던 지구   | 7,209,620 4,556,149 | 도버 지구                       | 180,786             | 켄트           | 180,786    |
| 필라델피아-레딩-캠던 지구   | 7,209,620 4,556,149 | 바인랜드-밀빌-브리지튼 지구     | 149,527             | 컴벌랜드       | 149,527    |
| 필라델피아-레딩-캠던 지구   | 7,209,620 4,556,149 | 오션시티 지구                   | 92,039              | 케이프메이     | 92,039     |
| 피츠버그-뉴캐슬-위어톤 지구 | 2,603,259 2,487,185 | 피츠버그 지구                   | 2,317,600           | 앨러게니       | 1,216,045  |
| 피츠버그-뉴캐슬-위어톤 지구 | 2,603,259 2,487,185 | 피츠버그 지구                   | 2,317,600           | 웨스트모얼랜드 | 348,899    |
| 피츠버그-뉴캐슬-위어톤 지구 | 2,603,259 2,487,185 | 피츠버그 지구                   | 2,317,600           | 워싱턴         | 206,865    |
| 피츠버그-뉴캐슬-위어톤 지구 | 2,603,259 2,487,185 | 피츠버그 지구                   | 2,317,600           | 버틀러         | 187,853    |
| 피츠버그-뉴캐슬-위어톤 지구 | 2,603,259 2,487,185 | 피츠버그 지구                   | 2,317,600           | 비버           | 163,929    |
| 피츠버그-뉴캐슬-위어톤 지구 | 2,603,259 2,487,185 | 피츠버그 지구                   | 2,317,600           | 페이엣         | 129,274    |
| 피츠버그-뉴캐슬-위어톤 지구 | 2,603,259 2,487,185 | 피츠버그 지구                   | 2,317,600           | 암스트롱       | 64,735     |
| 피츠버그-뉴캐슬-위어톤 지구 | 2,603,259 2,487,185 | 위어톤-스튜번빌 지구            | 116,074             | 제퍼슨         | 65,325     |
| 피츠버그-뉴캐슬-위어톤 지구 | 2,603,259 2,487,185 | 위어톤-스튜번빌 지구            | 116,074             | 핸콕           | 28,810     |
| 피츠버그-뉴캐슬-위어톤 지구 | 2,603,259 2,487,185 | 위어톤-스튜번빌 지구            | 116,074             | 브룩           | 21,939     |
| 피츠버그-뉴캐슬-위어톤 지구 | 2,603,259 2,487,185 | 뉴캐슬 지구                     | 85,512              | 로렌스         | 85,512     |
| 피츠버그-뉴캐슬-위어톤 지구 | 2,603,259 2,487,185 | 인디애나 지구                   | 84,073              | 인디애나       | 84,073     |
| 해리스버그-요크-레버넌 지구 | 1,271,801           | 해리스버그-칼라일 지구          | 577,941             | 도핀           | 278,299    |
| 해리스버그-요크-레버넌 지구 | 1,271,801           | 해리스버그-칼라일 지구          | 577,941             | 컴벌랜드       | 253,370    |
| 해리스버그-요크-레버넌 지구 | 1,271,801           | 해리스버그-칼라일 지구          | 577,941             | 페리           | 46,272     |
| 해리스버그-요크-레버넌 지구 | 1,271,801           | 요크-하노버 지구                | 449,058             | 요크           | 449,058    |
| 해리스버그-요크-레버넌 지구 | 1,271,801           | 레버넌 지구                     | 141,793             | 레버넌         | 141,793    |
| 해리스버그-요크-레버넌 지구 | 1,271,801           | 게티즈버그 지구                 | 103,009             | 애덤스         | 103,009    |
| 이리-메도빌 지구            | 354,357             | 이리 지구                       | 269,728             | 이리           | 269,728    |
| 이리-메도빌 지구            | 354,357             | 메도빌 지구                     | 84,629              | 크로퍼드       | 84,629     |
| 블룸즈버그-베릭-선버리 지구 | 259,332             | 선버리 지구                     | 90,843              | 노섬벌랜드     | 90,843     |
| 블룸즈버그-베릭-선버리 지구 | 259,332             | 블룸즈버그-베릭 지구            | 83,194              | 컬럼비아       | 64,964     |
| 블룸즈버그-베릭-선버리 지구 | 259,332             | 블룸즈버그-베릭 지구            | 83,194              | 몽투르         | 18,230     |
| 블룸즈버그-베릭-선버리 지구 | 259,332             | 루이스버그 지구                 | 44,923              | 유니언         | 44,923     |
| 블룸즈버그-베릭-선버리 지구 | 259,332             | 셀린스그로브 지구               | 40,372              | 스나이더       | 40,372     |
| 스테이트컬리지-뒤보아 지구  | 241,640             | 스테이트컬리지 지구             | 162,385             | 센터           | 162,385    |
| 스테이트컬리지-뒤보아 지구  | 241,640             | 뒤보아 지구                     | 79,255              | 클리어필드     | 79,255     |
| 뉴욕-뉴어크 지구            | 22,589,036 226,080  | 뉴욕-뉴어크-저지시티 지구       | 19,216,182 55,809   | 킹스           | 2,559,903  |
| 뉴욕-뉴어크 지구            | 22,589,036 226,080  | 뉴욕-뉴어크-저지시티 지구       | 19,216,182 55,809   | 퀸스           | 2,253,858  |
| 뉴욕-뉴어크 지구            | 22,589,036 226,080  | 뉴욕-뉴어크-저지시티 지구       | 19,216,182 55,809   | 뉴욕           | 1,628,706  |
| 뉴욕-뉴어크 지구            | 22,589,036 226,080  | 뉴욕-뉴어크-저지시티 지구       | 19,216,182 55,809   | 서퍽           | 1,476,601  |
| 뉴욕-뉴어크 지구            | 22,589,036 226,080  | 뉴욕-뉴어크-저지시티 지구       | 19,216,182 55,809   | 브롱크스       | 1,418,207  |
| 뉴욕-뉴어크 지구            | 22,589,036 226,080  | 뉴욕-뉴어크-저지시티 지구       | 19,216,182 55,809   | 나소           | 1,356,924  |
| 뉴욕-뉴어크 지구            | 22,589,036 226,080  | 뉴욕-뉴어크-저지시티 지구       | 19,216,182 55,809   | 웨스트체스터   | 967,506    |
| 뉴욕-뉴어크 지구            | 22,589,036 226,080  | 뉴욕-뉴어크-저지시티 지구       | 19,216,182 55,809   | 버건           | 932,202    |
| 뉴욕-뉴어크 지구            | 22,589,036 226,080  | 뉴욕-뉴어크-저지시티 지구       | 19,216,182 55,809   | 미들섹스       | 825,062    |
| 뉴욕-뉴어크 지구            | 22,589,036 226,080  | 뉴욕-뉴어크-저지시티 지구       | 19,216,182 55,809   | 에식스         | 798,975    |
| 뉴욕-뉴어크 지구            | 22,589,036 226,080  | 뉴욕-뉴어크-저지시티 지구       | 19,216,182 55,809   | 허드슨         | 672,391    |
| 뉴욕-뉴어크 지구            | 22,589,036 226,080  | 뉴욕-뉴어크-저지시티 지구       | 19,216,182 55,809   | 먼마우스       | 618,795    |
| 뉴욕-뉴어크 지구            | 22,589,036 226,080  | 뉴욕-뉴어크-저지시티 지구       | 19,216,182 55,809   | 오션           | 607,186    |
| 뉴욕-뉴어크 지구            | 22,589,036 226,080  | 뉴욕-뉴어크-저지시티 지구       | 19,216,182 55,809   | 유니언         | 556,341    |
| 뉴욕-뉴어크 지구            | 22,589,036 226,080  | 뉴욕-뉴어크-저지시티 지구       | 19,216,182 55,809   | 퍼세이익       | 501,826    |
| 뉴욕-뉴어크 지구            | 22,589,036 226,080  | 뉴욕-뉴어크-저지시티 지구       | 19,216,182 55,809   | 모리스         | 491,845    |
| 뉴욕-뉴어크 지구            | 22,589,036 226,080  | 뉴욕-뉴어크-저지시티 지구       | 19,216,182 55,809   | 리치먼드       | 476,143    |
| 뉴욕-뉴어크 지구            | 22,589,036 226,080  | 뉴욕-뉴어크-저지시티 지구       | 19,216,182 55,809   | 서머싯         | 328,934    |
| 뉴욕-뉴어크 지구            | 22,589,036 226,080  | 뉴욕-뉴어크-저지시티 지구       | 19,216,182 55,809   | 로클랜드       | 325,789    |
| 뉴욕-뉴어크 지구            | 22,589,036 226,080  | 뉴욕-뉴어크-저지시티 지구       | 19,216,182 55,809   | 서식스         | 140,488    |
| 뉴욕-뉴어크 지구            | 22,589,036 226,080  | 뉴욕-뉴어크-저지시티 지구       | 19,216,182 55,809   | 헌터든         | 124,371    |
| 뉴욕-뉴어크 지구            | 22,589,036 226,080  | 뉴욕-뉴어크-저지시티 지구       | 19,216,182 55,809   | 퍼트넘         | 98,320     |
| 뉴욕-뉴어크 지구            | 22,589,036 226,080  | 뉴욕-뉴어크-저지시티 지구       | 19,216,182 55,809   | 파이크         | 55,809     |
| 뉴욕-뉴어크 지구            | 22,589,036 226,080  | 브리지포트-스탬퍼드-노워크 지구 | 943,332             | 페어필드       | 943,332    |
| 뉴욕-뉴어크 지구            | 22,589,036 226,080  | 뉴헤이븐-밀퍼드 지구            | 854,757             | 뉴헤이븐       | 854,757    |
| 뉴욕-뉴어크 지구            | 22,589,036 226,080  | 포킵시-뉴버그-미들타운 지구     | 679,158             | 오렌지         | 384,940    |
| 뉴욕-뉴어크 지구            | 22,589,036 226,080  | 포킵시-뉴버그-미들타운 지구     | 679,158             | 더치스         | 294,218    |
| 뉴욕-뉴어크 지구            | 22,589,036 226,080  | 트렌턴-프린스턴 지구            | 367,430             | 머서           | 367,430    |
| 뉴욕-뉴어크 지구            | 22,589,036 226,080  | 토링턴 지구                     | 180,333             | 리치필드       | 180,333    |
| 뉴욕-뉴어크 지구            | 22,589,036 226,080  | 킹스턴 지구                     | 177,573             | 얼스터         | 177,573    |
| 뉴욕-뉴어크 지구            | 22,589,036 226,080  | 이스트스트라우즈버그 지구       | 170,271             | 먼로           | 170,271    |
| 존스타운-서머싯 지구        | 203,639             | 존스타운 지구                   | 130,192             | 캠브리아       | 130,192    |
| 존스타운-서머싯 지구        | 203,639             | 서머싯 지구                     | 73,447              | 서머싯         | 73,447     |
| 알투나-헌팅턴 지구          | 166,973             | 알투나 지구                     | 121,829             | 블레어         | 121,829    |
| 알투나-헌팅턴 지구          | 166,973             | 헌팅던 지구                     | 45,144              | 헌팅던         | 45,144     |
| 워싱턴-볼티모어-알링턴 지구 | 9,814,928 155,027   | 워싱턴-알링턴-알렉산드리아 지구 | 6,280,487           | 페어팩스       | 1,147,532  |
| 워싱턴-볼티모어-알링턴 지구 | 9,814,928 155,027   | 워싱턴-알링턴-알렉산드리아 지구 | 6,280,487           | 몽고메리       | 1,050,688  |
| 워싱턴-볼티모어-알링턴 지구 | 9,814,928 155,027   | 워싱턴-알링턴-알렉산드리아 지구 | 6,280,487           | 프린스조지스   | 909,327    |
| 워싱턴-볼티모어-알링턴 지구 | 9,814,928 155,027   | 워싱턴-알링턴-알렉산드리아 지구 | 6,280,487           | 워싱턴 DC      | 705,749    |
| 워싱턴-볼티모어-알링턴 지구 | 9,814,928 155,027   | 워싱턴-알링턴-알렉산드리아 지구 | 6,280,487           | 프린스윌리엄   | 470,335    |
| 워싱턴-볼티모어-알링턴 지구 | 9,814,928 155,027   | 워싱턴-알링턴-알렉산드리아 지구 | 6,280,487           | 라우던         | 413,538    |
| 워싱턴-볼티모어-알링턴 지구 | 9,814,928 155,027   | 워싱턴-알링턴-알렉산드리아 지구 | 6,280,487           | 프레더릭       | 259,547    |
| 워싱턴-볼티모어-알링턴 지구 | 9,814,928 155,027   | 워싱턴-알링턴-알렉산드리아 지구 | 6,280,487           | 알링턴         | 236,842    |
| 워싱턴-볼티모어-알링턴 지구 | 9,814,928 155,027   | 워싱턴-알링턴-알렉산드리아 지구 | 6,280,487           | 찰스           | 163,257    |
| 워싱턴-볼티모어-알링턴 지구 | 9,814,928 155,027   | 워싱턴-알링턴-알렉산드리아 지구 | 6,280,487           | 알렉산드리아   | 159,428    |
| 워싱턴-볼티모어-알링턴 지구 | 9,814,928 155,027   | 워싱턴-알링턴-알렉산드리아 지구 | 6,280,487           | 스태퍼드       | 152,882    |
| 워싱턴-볼티모어-알링턴 지구 | 9,814,928 155,027   | 워싱턴-알링턴-알렉산드리아 지구 | 6,280,487           | 스포칠베이니아 | 136,215    |
| 워싱턴-볼티모어-알링턴 지구 | 9,814,928 155,027   | 워싱턴-알링턴-알렉산드리아 지구 | 6,280,487           | 캘버트         | 92,525     |
| 워싱턴-볼티모어-알링턴 지구 | 9,814,928 155,027   | 워싱턴-알링턴-알렉산드리아 지구 | 6,280,487           | 포키어         | 71,222     |
| 워싱턴-볼티모어-알링턴 지구 | 9,814,928 155,027   | 워싱턴-알링턴-알렉산드리아 지구 | 6,280,487           | 제퍼슨         | 57,146     |
| 워싱턴-볼티모어-알링턴 지구 | 9,814,928 155,027   | 워싱턴-알링턴-알렉산드리아 지구 | 6,280,487           | 컬페퍼         | 52,605     |
| 워싱턴-볼티모어-알링턴 지구 | 9,814,928 155,027   | 워싱턴-알링턴-알렉산드리아 지구 | 6,280,487           | 머내서스       | 41,085     |
| 워싱턴-볼티모어-알링턴 지구 | 9,814,928 155,027   | 워싱턴-알링턴-알렉산드리아 지구 | 6,280,487           | 워런           | 40,164     |
| 워싱턴-볼티모어-알링턴 지구 | 9,814,928 155,027   | 워싱턴-알링턴-알렉산드리아 지구 | 6,280,487           | 프레더릭스버그 | 29,036     |
| 워싱턴-볼티모어-알링턴 지구 | 9,814,928 155,027   | 워싱턴-알링턴-알렉산드리아 지구 | 6,280,487           | 페어팩스       | 24,019     |
| 워싱턴-볼티모어-알링턴 지구 | 9,814,928 155,027   | 워싱턴-알링턴-알렉산드리아 지구 | 6,280,487           | 머내서스 파크  | 17,478     |
| 워싱턴-볼티모어-알링턴 지구 | 9,814,928 155,027   | 워싱턴-알링턴-알렉산드리아 지구 | 6,280,487           | 클라크         | 14,619     |
| 워싱턴-볼티모어-알링턴 지구 | 9,814,928 155,027   | 워싱턴-알링턴-알렉산드리아 지구 | 6,280,487           | 펄스처치       | 14,617     |
| 워싱턴-볼티모어-알링턴 지구 | 9,814,928 155,027   | 워싱턴-알링턴-알렉산드리아 지구 | 6,280,487           | 매디슨         | 13,261     |
| 워싱턴-볼티모어-알링턴 지구 | 9,814,928 155,027   | 워싱턴-알링턴-알렉산드리아 지구 | 6,280,487           | 래퍼핸녹       | 7,370      |
| 워싱턴-볼티모어-알링턴 지구 | 9,814,928 155,027   | 볼티모어-컬럼비아-타우선 지구   | 2,800,053           | 볼티모어       | 827,370    |
| 워싱턴-볼티모어-알링턴 지구 | 9,814,928 155,027   | 볼티모어-컬럼비아-타우선 지구   | 2,800,053           | 볼티모어       | 593,490    |
| 워싱턴-볼티모어-알링턴 지구 | 9,814,928 155,027   | 볼티모어-컬럼비아-타우선 지구   | 2,800,053           | 앤어런델       | 579,234    |
| 워싱턴-볼티모어-알링턴 지구 | 9,814,928 155,027   | 볼티모어-컬럼비아-타우선 지구   | 2,800,053           | 하워드         | 325,690    |
| 워싱턴-볼티모어-알링턴 지구 | 9,814,928 155,027   | 볼티모어-컬럼비아-타우선 지구   | 2,800,053           | 하퍼드         | 255,441    |
| 워싱턴-볼티모어-알링턴 지구 | 9,814,928 155,027   | 볼티모어-컬럼비아-타우선 지구   | 2,800,053           | 캐럴           | 168,447    |
| 워싱턴-볼티모어-알링턴 지구 | 9,814,928 155,027   | 볼티모어-컬럼비아-타우선 지구   | 2,800,053           | 퀸앤스         | 50,381     |
| 워싱턴-볼티모어-알링턴 지구 | 9,814,928 155,027   | 헤이거스타운-마틴즈버그 지구    | 288,104             | 워싱턴         | 151,049    |
| 워싱턴-볼티모어-알링턴 지구 | 9,814,928 155,027   | 헤이거스타운-마틴즈버그 지구    | 288,104             | 버클리         | 119,171    |
| 워싱턴-볼티모어-알링턴 지구 | 9,814,928 155,027   | 헤이거스타운-마틴즈버그 지구    | 288,104             | 모건           | 17,884     |
| 워싱턴-볼티모어-알링턴 지구 | 9,814,928 155,027   | 체임버스버그-웨인스보로 지구    | 155,027             | 프랭클린       | 155,027    |
| 워싱턴-볼티모어-알링턴 지구 | 9,814,928 155,027   | 윈체스터 지구                   | 140,566             | 프레더릭       | 89,313     |
| 워싱턴-볼티모어-알링턴 지구 | 9,814,928 155,027   | 윈체스터 지구                   | 140,566             | 윈체스터       | 28,078     |
| 워싱턴-볼티모어-알링턴 지구 | 9,814,928 155,027   | 윈체스터 지구                   | 140,566             | 햄프셔         | 23,175     |
| 워싱턴-볼티모어-알링턴 지구 | 9,814,928 155,027   | 캘리포니아-렉싱턴파크 지구      | 113,510             | 세인트메리스   | 113,510    |
| 워싱턴-볼티모어-알링턴 지구 | 9,814,928 155,027   | 이스턴 지구                     | 37,181              | 탤벗           | 36,968     |
| 윌리엄스포트-록헤븐 지구    | 152,348             | 윌리엄스포트 지구               | 113,664             | 라이커밍       | 113,664    |
| 윌리엄스포트-록헤븐 지구    | 152,348             | 록헤븐 지구                     | 38,684              | 클린턴         | 38,684     |
| 영스타운-워런 지구          | 637,964 109,424     | 영스타운-워런-보드맨 지구       | 536,081 109,424     | 마호닝         | 228,683    |
| 영스타운-워런 지구          | 637,964 109,424     | 영스타운-워런-보드맨 지구       | 536,081 109,424     | 트럼불         | 197,974    |
| 영스타운-워런 지구          | 637,964 109,424     | 영스타운-워런-보드맨 지구       | 536,081 109,424     | 머서           | 109,424    |
| 영스타운-워런 지구          | 637,964 109,424     | 세일럼 지구                     | 101,883             | 컬럼비아나     | 101,883    |
| 없음                        | 없음                | 앨런타운-베슬리헴-이스턴 지구   | 844,052 738,785     | 리하이         | 369,318    |
| 없음                        | 없음                | 앨런타운-베슬리헴-이스턴 지구   | 844,052 738,785     | 노샘프턴       | 305,285    |
| 없음                        | 없음                | 앨런타운-베슬리헴-이스턴 지구   | 844,052 738,785     | 워런           | 105,267    |
| 없음                        | 없음                | 앨런타운-베슬리헴-이스턴 지구   | 844,052 738,785     | 카본           | 64,182     |
| 없음                        | 없음                | 스크랜턴-윌크스배리 지구        | 553,885             | 루체른         | 317,417    |
| 없음                        | 없음                | 스크랜턴-윌크스배리 지구        | 553,885             | 래커워너       | 209,674    |
| 없음                        | 없음                | 스크랜턴-윌크스배리 지구        | 553,885             | 와이오밍       | 26,794     |
| 없음                        | 없음                | 랭커스터 지구                   | 545,724             | 랭커스터       | 545,724    |
| 없음                        | 없음                | 포츠빌 지구                     | 141,359             | 스퀼킬         | 141,359    |
| 없음                        | 없음                | 사어 지구                       | 60,323              | 브래드퍼드     | 60,323     |
| 없음                        | 없음                | 오일시티 지구                   | 50,668              | 베낭고         | 50,668     |
| 없음                        | 없음                | 루이스타운 지구                 | 46,138              | 미플린         | 46,138     |
| 없음                        | 없음                | 브래드퍼드 지구                 | 40,625              | 매킨           | 40,625     |
| 없음                        | 없음                | 워런 지구                       | 39,191              | 워런           | 39,191     |
| 없음                        | 없음                | 세인트메리스 지구               | 29,910              | 엘크           | 29,910     |
| 없음                        | 없음                | 없음                            | 없음                | 웨인           | 51,361     |
| 없음                        | 없음                | 없음                            | 없음                | 베드퍼드       | 47,888     |
| 없음                        | 없음                | 없음                            | 없음                | 제퍼슨         | 43,425     |
| 없음                        | 없음                | 없음                            | 없음                | 티오가         | 40,591     |
| 없음                        | 없음                | 없음                            | 없음                | 서수쿼해나     | 40,328     |
| 없음                        | 없음                | 없음                            | 없음                | 클라리온       | 38,438     |
| 없음                        | 없음                | 없음                            | 없음                | 그린           | 36,233     |
| 없음                        | 없음                | 없음                            | 없음                | 주니아타       | 24,763     |
| 없음                        | 없음                | 없음                            | 없음                | 포터           | 16,526     |
| 없음                        | 없음                | 없음                            | 없음                | 풀턴           | 14,530     |
| 없음                        | 없음                | 없음                            | 없음                | 포레스트       | 7,247      |
| 없음                        | 없음                | 없음                            | 없음                | 설리번         | 6,066      |
| 없음                        | 없음                | 없음                            | 없음                | 캐머런         | 4,447      |
| 펜실베이니아                | 펜실베이니아        | 펜실베이니아                    | 펜실베이니아        | 펜실베이니아   | 12,802,406 |

## 참고
- 인구 수는 2019년 기준이며 단위는 '명'이다.
- 도핀군은 펜실베이니아주 행정 기관들이 있는 해리스버그가 있기 때문에 굵은 글씨로 표기했다.

## 같이 보기
- 대도시 통계 지구